# Compliantie
Compliantie (Engels: compliance) is de mate waarin een orgaan, bijvoorbeeld hart, bloedvat, long of trommelvlies meegeeft wanneer daar een kracht op wordt uitgeoefend. De compliantie (mate van rekbaarheid) is de inverse van de elastantie (Engels: elastance, mate van stijfheid).
{\displaystyle C={\frac {\Delta V}{\Delta P}}}  en  {\displaystyle E={\frac {\Delta P}{\Delta V}}}
{\displaystyle C={\frac {1}{E}}}
Daarin is C de compliantie, E de elastantie, V het volume en P de druk.
Elastantie kan een verwarrende term zijn, omdat een zeer rekbaar elastiekje bijvoorbeeld juist een lage elastantie en een hoge compliantie heeft.
Als de compliantie zonder verdere specificatie wordt aangegeven met C, wordt de volumecompliantie bedoeld (CV). Oppervlaktecompliantie of diametercompliantie worden bijvoorbeeld aangeduid met respectievelijk CA en CD. Daarin staat A voor oppervlakte (Engels: Area) en D voor diameter.
{\displaystyle C_{A}={\frac {\Delta A}{\Delta P}}}
{\displaystyle C_{D}={\frac {\Delta D}{\Delta P}}}
Er wordt van uitgegaan dat bij het uitzetten van een bloedvat de lengte niet verandert.
{\displaystyle \Delta V=l\cdot \Delta A}
{\displaystyle A={\frac {\pi D^{2}}{4}}}
{\displaystyle \Delta A={\frac {\pi }{4}}\cdot ((D+\Delta D)^{2}-D^{2})={\frac {\pi }{4}}\cdot (2D\Delta D+\Delta D^{2})}
Omdat ΔD verwaarloosbaar klein is ten opzichte van 2D wordt ΔD2 weggelaten uit de vergelijking.
{\displaystyle \Delta A={\frac {\pi D}{2}}\cdot \Delta D}
De verhouding tussen de verschillende complianties is in dat geval: 
{\displaystyle C_{V}=l\cdot C_{A}=l\cdot {\frac {\pi D}{2}}\cdot C_{D}}
De compliantie en de elastantie zijn eigenschappen van de structuur van een orgaan. Voor de stijfheid van het materiaal wordt de elasticiteitsmodulus (Youngs modulus) gebruikt. Om de compliantie of de elastantie van een orgaan te berekenen met behulp van de (incrementele) elasticiteitsmodulus (Einc) zijn eveneens bepaalde afmetingen van het orgaan nodig. Voor een bloedvat zijn dat bijvoorbeeld de inwendige straal van het vat (ri) en de dikte van de vaatwand (h):
{\displaystyle C_{A}\approx {\frac {k\pi r_{i}^{3}}{E_{inc}h}}}
(Voor k zijn in de literatuur waarden van 1,5 en 2 terug te vinden.)
De elasticiteitsmodulus is dus net als de elastantie een maat voor de stijfheid. Welke wordt gebruikt hangt af van wat wordt beoordeeld (het materiaal of de structuur).